# Mystrophorus apterus
Mystrophorus apterus is een vliesvleugelig insect uit de familie van de tangwespen (Dryinidae). De wetenschappelijke naam van de soort is voor het eerst geldig gepubliceerd in 2000 door Ponomarenko.